# Nona Gaprindashvili
Nona Gaprindashvili (em georgiano:  ნონა გაფრინდაშვილი; Zugdidi, Geórgia, 13 de maio de 1941) é uma enxadrista georgiana, a quinta campeã do mundo (1962–1978) e a primeira mulher a receber o título de Grande Mestre de Xadrez no ano de 1978.  Ela foi introduzida no Hall da Fama do Xadrez Mundial em 2013 e na Ordem Presidencial de Excelência em 2015.

## Carreira
Gaprindashvili começou a jogar xadrez quando tinha cinco anos de idade; em 1954, ela se mudou para Tbilisi para treinar com os Grandes Mestres. Em 1962, ela se tornou campeã mundial de xadrez feminino com uma vitória arrebatadora em uma partida contra a titular, Elisaveta Bykova. Ela defendeu com sucesso seu título em quatro ocasiões: três vezes contra Alla Kushnir e uma vez contra Nana Alexandria.
Após sua vitória, Gaprindashvili se tornou uma celebridade na Geórgia, e multidões se reuniram para encontrá-la quando ela retornou da partida do Campeonato Mundial. A Grande Mestre Jennifer Shahade descreveu Gaprindashvili como um símbolo do nacionalismo e mérito georgiano durante o tempo do país como uma república constituinte da União Soviética . Sua vitória marcou o início de uma "revolução do xadrez feminino" na Geórgia.
Gaprindashvili jogou pela União Soviética nas Olimpíadas Femininas de Xadrez de 1963, 1966, 1969, 1972, 1974, 1978, 1980, 1982, 1984, 1986, 1990 e pela Geórgia em 1992. Ela foi uma das jogadoras contribuintes da equipe da URSS que dominou as Olimpíadas Femininas da década de 1980. Ela ganhou  25 medalhas, entre as quais 11 medalhas de ouro por equipe e 9 medalhas de ouro individuais. Na Olimpíada de Dubai de 1986, ela ganhou todos os dez jogos que disputou.
Ela foi cinco vezes vencedora do Campeonato Soviético Feminino: em 1964, 1973, 1981, 1983 e 1985.
Durante sua carreira, Gaprindashvili competiu com sucesso em torneios masculinos, vencendo (entre outros) o torneio Hastings Challengers em 1963/4 e empatando pelo primeiro lugar no torneio Lone Pine International em 1977.
Em 1978, Gaprindashvili se tornou a primeira mulher a receber o título de Grande Mestre pela FIDE. Ela conquistou o título depois de pontuar duas normas do grande mestre, totalizando 23 jogos, o último dos quais vencendo Lone Pine em 1977 contra 45 jogadores, a maioria Grandes Mestres. Embora o título de GM normalmente exigisse 24 jogos, por exceder o requisito de 'norma' GM em Lone Pine, a FIDE encontrou seus resultados em 23 jogos equivalentes a 24 jogos e fez dela a primeira mulher Grande Mestre.
Em 1995, Gaprindashvili venceu o Campeonato Mundial Sênior Feminino pela primeira vez. Ela é a única mulher campeã mundial de xadrez a obter o título mundial sênior também. Ela ganhou o título Sênior também em 2009, 2014, 2015, 2016, 2018 e 2019 (na divisão 65+ desde 2014). Ela também ganhou o Campeonato Europeu Feminino de Seniores em 2011, 2015, 2016, 2017 e 2018 (na divisão 65+ desde 2014).
Em 2005, aos 64 anos, Gaprindashvili venceu o BDO Chess Tournament realizado em Haarlem, Holanda, com uma pontuação de 6½ / 10 pontos e uma classificação de desempenho de 2510.
Em 2021, Gaprindashvili apareceu no documentário Glory to the Queen ao lado de Nana Alexandria, Maia Chiburdanidze e Nana Ioseliani.
Gaprindashvili entrou com uma ação por difamação contra a Netflix depois que ela a descreveu erroneamente em The Queen's Gambit como nunca tendo competido contra homens; a Netflix fez um acordo em 2022.